# Carlos Flix
Carlos Flix, né le 16 juillet 1907 et mort le 5 mars 1939 à Barcelone, est un boxeur espagnol.

## Biographie
Champion d'Espagne en 1928, Carlos Flix est sacré champion d’Europe des poids coqs en 1929 en détrônant l’Italien Bernasconi. Il le reste jusqu'en 1931, battu à sa seconde défense par Lucian Popescu à Bucarest. Avec son statut d'ancien champion d'Europe, il affronte les meilleurs boxeurs de Paris et est battu par Émile Pladner, puis par Young Perez. En 1936, il prend sa retraite sportive pour se consacrer à l’entraînement de jeunes boxeurs.
Lors de la guerre civile, il n’accepte pas que le gouvernement républicain réquisitionne sa voiture. Pour éviter la réquisition de son véhicule, une Ford haut de gamme, l’ancien boxeur accepte de transporter des miliciens. D'autres sources évoquent qu'il se serait mis à la disposition de l’armée en devenant officier payeur. Resté à Barcelone après la victoire franquiste, il est arrêté le 12 février 1939, interrogé et torturé pendant plusieurs semaines. Défiguré, il est condamné à mort sans jugement le 4 mars 1939 et fusillé le lendemain au camp de la Bota à 31 ans.